# Diego Rivas
Diego Rivas Gutiérrez (Ciudad Real, 27 aprile 1980) è un ex calciatore spagnolo, di ruolo centrocampista.